# Scleria borii
Scleria borii är en halvgräsart som beskrevs av Dinesh Mohan Verma. Scleria borii ingår i släktet Scleria och familjen halvgräs.
Artens utbredningsområde är Assam (Indien). Inga underarter finns listade i Catalogue of Life.